# Ruanda zászlaja
Ruanda zászlaja három vízszintes sávból áll: kék, sárga és zöld színekkel. A zászló felső felét elfoglaló kék sáv repülőrészén egy sárga napot helyeztek el, amelynek huszonnégy ága van.
Oldalainak aránya 6:13.
A zászlót 2001. december 31-én vonták fel először.
Az ország egységét szimbolizáló jelkép a munkát, a hazaszeretetet és a jövőbe vetett hitet jelenti. A kék sáv a békét és a nyugalmat, a sárga az ország jólétét, a zöld pedig a fejlődést, a munkát és a termékenységet jelképezi. A sárga nap az új reményt, fénye pedig az átláthatóságot jelenti.

## Ruanda történelmi zászlói

A Ruandai Királyság zászlója (1959-1962)
1962-2001